# 殺嬰法令
殺嬰法令是20世紀英格蘭法例中兩項法令的名稱，即《1922年殺嬰法令》（Infanticide Act 1922）及《1938年殺嬰法令》（Infanticide Act 1938）。這兩項法令將母親在嬰兒出生後數個月內殺死嬰兒的行為訂為比謀殺較輕的罪行。

## 英格蘭及威爾斯
《1922年殺嬰法令》廢除了對婦女在精神受分娩擾亂的情況下故意殺死初生嬰兒的死刑。適用的判決與誤殺相同。該法令由《1938年殺嬰法令》第2(3)條廢除。

## 北愛爾蘭
《1939年殺嬰法令（北愛爾蘭）》為北愛爾蘭訂定了與英格蘭及威爾斯《1938年殺嬰法令》類似的條文。

## 加拿大
英格蘭的殺嬰法令也是加拿大刑事法律中類似法例基礎。這些條文於1948年透過《刑事法典》的修訂而訂定，現仍在《刑事法典》中，自1948年制定以來一直沒有更新。在加拿大，殺嬰屬可公訴罪行，可處監禁五年。